# Saint-Féliu-d’Amont
Saint-Féliu-d’Amont (katalanisch Sant Feliu d'Amunt) ist eine französische Gemeinde im Département Pyrénées-Orientales in der Region Okzitanien. Die Gemeinde hat eine Fläche von 6,11 km² und hat 1.262 Einwohner (Stand: 1. Januar 2022). Saint-Féliu-d’Amont gehört zum Arrondissement Prades und ist Teil des Kantons La Vallée de la Têt (bis 2015: Kanton Millas). Die Einwohner werden Corneillanais(es) genannt.

## Geographie
Saint-Féliu-d’Amont wird im Norden vom Fluss Têt begrenzt und liegt in der Landschaft Ribéral. In das Gemeindegebiet reicht das Weinbaugebiet Côtes du Roussillon-Villages hinein.
Umgeben wird Saint-Féliu-d’Amont von den Nachbargemeinden Corneilla-la-Rivière im Norden, Saint-Féliu-d’Avall im Osten, Castelnou im Süden, Camélas im Süden und Südwesten sowie Millas im Westen und Nordwesten.
Im Norden der Gemeinde führt die Route nationale 116 entlang.

## Bevölkerungsentwicklung
| 1962                      | 1968 | 1975 | 1982 | 1990 | 1999 | 2006 | 2012 |
| ------------------------- | ---- | ---- | ---- | ---- | ---- | ---- | ---- |
| 488                       | 474  | 413  | 502  | 556  | 654  | 718  | 905  |
| Quelle: Cassini und INSEE |      |      |      |      |      |      |      |

## Sehenswürdigkeiten
- Romanische Kirche Notre-Dame-de-l'Assomption (Sainte-Marie) aus dem 12. Jahrhundert
- Brunnen Sainte-Apollonie

## Persönlichkeiten
- Christian Bourquin (1954–2014), Politiker